# تاريخ علاقات الصين الخارجية
يغطي تاريخ علاقات الصين الخارجية العلاقات الدبلوماسية والعسكرية والسياسية والاقتصادية في تاريخ الصين من 1800 حتى العصر الحديث.

## سلالة تشينغ الحاكمة
بحلول منتصف القرن التاسع عشر، تعرض استقرار الصين لتهديد متزايد من مصادر محلية ودولية. تزايدت الاضطرابات الاجتماعية والثورات الخطيرة في حين كان الجيش النظامي أضعف من أن يتعامل مع القوات العسكرية الأجنبية. خشي القادة الصينيون من تأثير الأفكار الغربية. يقول جون فيربانك إن استجابة الصين في الفترة بين 1840 حتى 1895 لتدهور العلاقات مع الدول الغربية جاءت على أربع مراحل. فُسر ضعف الصين العسكري في أربعينيات وخمسينيات القرن التاسع عشر على أنه حاجة للأسلحة الغربية. لم ينجز سوى القليل جدًا في هذا الصدد إلا بعد ذلك بكثير. وجه التركيز في ستينيات القرن التاسع عشر للحصول على التكنولوجيا الغربية – وفعلت اليابان ذلك بنجاح كبير، لكن الصين تخلفت كثيرًا عن الركب. اتسمت سبعينيات إلى تسعينيات القرن التاسع عشر بالجهود الرامية إلى إصلاح وتنشيط النظام السياسي الصيني على نطاق أوسع. ظهر تقدم معتدل ثابت لكن الجهود المبذولة للقفز إلى الأمام مثل إصلاح المئة يوم في 1898 أثارت حفيظة المحافظين الذين تخلصوا من هذه المساعي وأعدموا قادتها. ظهر ارتفاع في القومية الصينية ليمثل نوعًا من الصدى للقومية الغربية، لكن ذلك أدى إلى هزيمة سريعة في الحرب مع اليابان في 1895. حدثت ردة فعل شديدة ضد التحديث على المستوى الشعبي في ثورة الملاكمين في 1900.

## حروب الأفيون
سعت المصالح التجارية الأوروبية إلى إنهاء الحواجز التجارية، لكن الصين صدت جهود بريطانيا المتكررة لإصلاح النظام التجاري. أدت زيادة مبيعات الأفيون الهندي للصين من قبل التجار البريطانيين إلى حرب الأفيون الأولى (1839-1842). أجبر تفوق الجيوش الغربية والتكنولوجيا العسكرية مثل القوارب البخارية وصواريخ كونغريف الصين على فتح التجارة مع الغرب بشروط غربية.
شهدت حرب الأفيون الثانية، المعروفة أيضًا باسم حرب السهم، في 1856 -1860 مهمة عسكرية إنجليزية فرنسية مشتركة تضمنت تحقيق بريطانيا العظمى والإمبراطورية الفرنسية نصرًا سهلًا. أدت اتفاقيات معاهدة بكين إلى التنازل عن شبه جزيرة كولون التابعة لهونغ كونغ.

### المعاهدات غير المتكافئة
أجبرت سلسلة «معاهدات غير متكافئة»، ومن بينها معاهدة نانجينغ (1842) ومعاهدات تيانجين (1858) ومعاهدات بكين (1860)، الصين على فتح «موانئ المعاهدات» ومن بينها كانتون (غوانزو) وأموي (شيامن) وشنغهاي. سمحت المعاهدات أيضًا للبريطانيين بإقامة هونغ كونغ لتكون مستعمرة وأنشئت مستوطنات دولية في موانئ المعاهدات تحت سيطرة الدبلوماسيين الأجانب. كان مطلوبًا من الصين قبول الدبلوماسيين في العاصمة بكين وكفلت حرية حركة السفن الأجنبية في الأنهار الصينية وأبقت تعريفاتها الجمركية منخفضة وفتحت المناطق الداخلية أمام المبشرين المسيحيين. وجد قادة المانشو في حكومة تشينغ أن المعاهدات مفيدة، وذلك لأنها أجبرت الأجانب على الدخول إلى عدد قليل من المناطق المحدودة، إذ إن الغالبية العظمى من الصينيين لم يكن لديهم أي اتصال معهم أو مع أفكارهم الخطيرة. مع ذلك، غامر المبشرون على نطاق أوسع لكنهم لم يلقوا الثقة على نطاق واسع ولم يتمكنوا من تحويل إلا القليل. كان تأثيرهم الرئيسي هو إنشاء المدارس والمستشفيات. منذ عشرينيات القرن الماضي، كانت «المعاهدات غير المتكافئة» محور التظلمات الصينية الغاضبة ضد الغرب عمومًا.

### الولاية والروافد
على مدى قرون، زعمت الصين سلطة الولاية على الكثير من المناطق المجاورة. كانت هذه المناطق تتمتع بحكم ذاتي داخلي ولكنها كانت مجبرة على دفع الإتاوة للصين بينما كانت نظريًا تحت حماية الصين فيما يتعلق بالشؤون الخارجية. كانت العلاقات إسمية بحلول القرن التاسع عشر ولم تمارس الصين سوى القليل من السيطرة الفعلية أو لم تمارس أي سلطة على الإطلاق. لم تعترف القوى العظمى بإقطاعية الصين واستولت على مناطق الولاية المفترضة واحدة تلو الأخرى. تحركت اليابان للسيطرة على كوريا (وضمتها في 1910) واستولت على جزر ريوكيو؛ أخذت فرنسا فيتنام؛ أخدت بريطانيا بورما ونيبال؛ أخذت روسيا أجزاء من سيبيريا. لم يبق إلا التبت، وكان هذا أمرًا إشكاليًا للغاية كون التبتيين، مثل معظم الولاية المفترضة، لم يقبلوا بالمزاعم الصينية بالسيادة ودفع الإتاوة. أذلت الخسائر الصين ووسمتها بالفشل المتكرر.

### المبشرون المسيحيون
بدأت البعثات الكاثوليكية مع بعثات اليسوعيين في الصين من فرنسا وإيطاليا في القرن السادس عشر. كانت ناجحة كثيرًا لفترة من الوقت في وضع المثقفين والعلماء في البلاط الملكي. لكن البابا منع الكهنة من تقديم التنازلات للكونفوشية أو للوثنية. غادر اليسوعيون، لكنهم عادوا في 1842. كان المحولون من الطبقات الاجتماعية الدنيا، وبلغت أعدادهم نحو 240,000 في 1840 و720,000 في 1901. افتتح اليسوعيون جامعة أورورا في شنغهاي في 1903 للوصول إلى جمهور النخبة. وصل المبشرون الألمان في أواخر القرن التاسع عشر، ووصل الأمريكيون بقوة في عشرينيات القرن الماضي ليحلوا إلى حد كبير محل الفرنسيين.
بدأ مستهل من المبشرين البروتستانت بالقدوم، ليشمل آلاف الرجال وزوجاتهم وأطفالهم بالإضافة إلى المبشرات غير المتزوجات. لم تكن هذه عمليات فردية، بل كانت ترعاها وتمولها الكنائس المنظمة في بلادهم الأم. تميز القرن التاسع عشر بأنه شهد توسعًا جغرافيًا ثابتًا، سمحت به الحكومة الصينية على مضض في كل مرة خسرت فيها حربًا. كانوا في البداية محدودين بمنطقة كانتون. أُعطي المبشرون الحق بالعيش والعمل ضمن خمس مدن ساحلية في معاهدة 1842 التي أنهت حرب الأفيون الأولى. في 1860، فتحت المعاهدات التي أنهت حرب الأفيون الثانية البلاد بكاملها للنشاط التبشيري. ازداد النشاط التبشيري البروتستانتي بشكل كبير خلال العقود القليلة اللاحقة. ارتفع العدد من 50 مبشرًا في الصين في 1860 إلى 2,500 (من بينهم الزوجات والأطفال) في 1900. كان 1,400 من المبشرين بريطانيين و1000 من الأمريكيين و100 من أوروبا القارية وغالبهم من إسكندنافيا. بلغ النشاط التبشيري البروتستانتي ذروته في عشرينيات القرن الماضي وتراجع بعدها بسبب الحرب والاضطرابات في الصين، فضلًا عن الشعور بالإحباط بين المبشرين أنفسهم. مع حلول 1953، كان كل المبشرين البروتستانت قد طردوا من قبل الحكومة الشيوعية في الصين.
من المنظور البعيد، لم يكن الأثر الرئيسي للبعثات تحويل الآلاف من بين ملايين الأشخاص، بل إدخال معايير طبية حديثة وبناء مدارس للأسر القليلة المتلهفة للتعرف على العالم الخارجي. لم تعالج المستشفيات المرضى فحسب، بل علمت النظافة والعناية بالأطفال. قللت من عداء المسؤولين الصينيين. قضى سون يات سين، القائد الرئيسي لثورة 1911، أربع سنوات في المنفى في هاواي، حيث درس في المدارس المسيحية واعتنق المسيحية في نهاية المطاف.
حين عاد المبشرون إلى أوطانهم، كانوا يعظون عادة بنظرة إيجابية للغاية تجاه الصين ونظرة سلبية تجاه اليابان، ما ساعد على تعزيز الرأي العام في الغرب الذي دعم الصين على نحو متزايد. بالنسبة للغالبية العظمى من السكان على المستوى المحلي في جميع أنحاء الصين، كان المبشرون هم الأجانب الوحيدون الذين رأوهم. تعرضوا لاعتداءات لفظية متكررة خارج المراكز الدولية المحمية، وأحيانا للعنف. دفع ذلك المجتمع الدولي إلى التهديد بعمل عسكري لحماية المبشرين في الوقت الذي طالب فيه دبلوماسيوهم الحكومة بتقديم المزيد والمزيد من الحماية. بلغت الهجمات ذروتها خلال ثورة الملاكمين والتي كانت تحتوي عنصرًا رئيسيًا مناهضًا للتبشير. قتل الملاكمون أكثر من 200 مبشر أجنبي وآلاف المسيحيين الصينيين. قُتلت الطبيبة إليناور تشيسنوت على يد حشد من الناس في 1905. وبالمثل، كان لدى الحركات القومية في عشرينيات وثلاثينيات القرن الماضي عنصرًا مناهضًا للتبشير.